# V. Harald norvég király
V. Harald (Oslo, 1937. február 21. –) az Oldenburg-ház oldalágából, a (Schleswig–Holstein–Sonderburg–) Glücksburg-házból származó norvég királyi herceg, 1991. január 17. óta Norvégia királya, a Norvég Egyház feje és a Norvég Hadsereg főparancsnoka. 1380 óta ő az első norvég földön született norvég király. 567 évvel IV. Olav 1370-es Oslóban történt születése után jött a világra, és 611 évvel annak trónra lépte után kezdett el uralkodni.

## Élete
Az  Oslo külvárosában található Skaugum birtokon született, Olaf koronaherceg (a későbbi V. Olaf) és Bernadotte Márta svéd és norvég királyi hercegnő egyetlen fiaként. Az oslói királyi palota Királyi Kápolnájában Johan Lunde püspök keresztelte meg március 31-én. A trónörökös gyermekéveit Norvégiában töltötte egészen a II. világháború kitöréséig. Amikor a náci csapatok megszállták Norvégiát, 1940. április 9-én, anyjával és nővéreivel Svédországba menekült, majd a háborút az Egyesült Államokban, Washingtonban vészelte át. 1945-ben tért újra vissza Norvégiába.
Gimnazista éveit egy állami iskolában töltötte el, majd középiskolai tanulmányainak befejezése után a herceg beiratkozott a Norvég Gyakorló Lovastiszti Iskolába, majd katonai képzését 1959-ben fejezte be a Katonai Akadémián. Harald hercegből 1957. szeptember 21-én lett koronaherceg, amikor apját V. Olaf néven királlyá koronázták. Kötelező katonai szolgálatának befejezése után Oxfordba ment, hogy további tanulmányokat folytasson. 1960 és 1962 között társadalomtudományokat, történelmet és közgazdaságtant tanult az oxfordi Balliol College-ban.
V. Harald kiváló vitorlázó volt. Még trónörökösként három olimpián (1964-ben 8. hely, 1968-ban 11. hely, 1972-ben 10. hely) indult. Apja, V. Olaf király 1928-ban, Amszterdamban a 6 méteres hajóosztályban olimpiai bajnoki címet nyert.
V. Harald 1991. január 17-én lépett trónra, apja halálát követően. Hivatalos mottójaként a „Mindent Norvégiáért” szlogent választotta, ahogy annak előtte édesapja és nagyapja is. Minden év októberében Harald király nyitja meg a norvég parlament ülésszakát, és hetenként találkozik a kormány minden tagjával; valamint a miniszterelnök köteles őt tájékoztatni minden fontosabb ügyről. A királyi pár környezetbarát politikát folytat, aminek elismeréseként Harald király lett a Természetvédelmi Világalap elnöke. Több kitüntetést is kapott, Magyarországon például a Magyar Köztársasági Érdemrend nagykeresztjét a lánccal.

## Családja
1968. augusztus 29-én, Oslóban Harald koronaherceg feleségül vette az oslói Sonja Haraldsent. A házasság jóváhagyására kilenc évet kellett várni. A Storting, vagyis a norvég országgyűlés, a kormány, valamint V. Olaf végül megadta az engedélyt egy közrangúval kötendő házassághoz.
| Név                         | Születés             | Házastárs                      | Házastárs                 | Gyermekeik                                                   |
| --------------------------- | -------------------- | ------------------------------ | ------------------------- | ------------------------------------------------------------ |
| Márta Lujza norvég hercegnő | 1971. szeptember 22. | 2002. május 24. Elváltak: 2017 | Ari Behn                  | Maud Angelica Behn Leah Isadora Behn Emma Tallulah Behn      |
| Haakon norvég koronaherceg  | 1973. július 20.     | 2001. augusztus 25.            | Mette-Marit Tjessem Høiby | Ingrid Alexandra norvég hercegnő Sverre Magnus norvég herceg |